# Composition de la poudre de cacao
La poudre de cacao est un produit alimentaire obtenu à partir des fèves de cacao du cacaoyer après une série d'opérations de transformation.
Elle est relativement riche en protéines (en moyenne 22 %) et très riche en fibres alimentaires (30 %). Elle se distingue parmi les aliments comme étant la meilleure source de flavanols (épicatéchine, catéchine, proanthocyanidine). Elle compte, cependant, parmi les aliments les plus concentrés en aluminium, plomb et cadmium, dont la toxicité est avérée pour l'organisme,,.

## Fabrication de la poudre de cacao

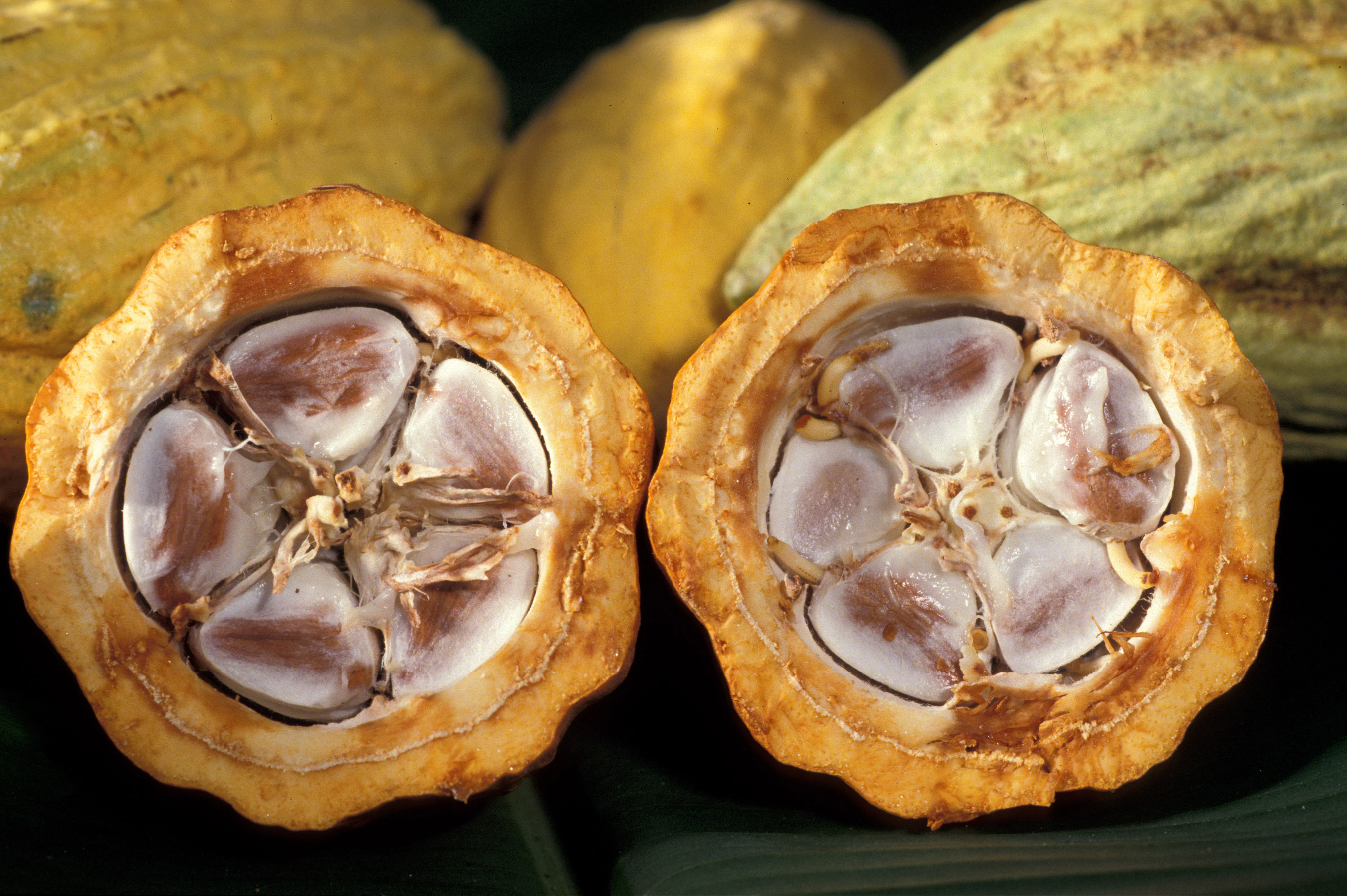
Cabosse fendue montrant les fèves blanches

Dans les pays producteurs de cacao, les planteurs de cacao effectuent les premières étapes de transformation du fruit: cueillette, écabossage, fermentation des fèves, séchage, calibrage. Les fèves fermentées sont ensuite achetées par des broyeurs, situés en général dans les pays de consommation du chocolat, qui effectuent les opérations de torréfaction, concassage, broyage à chaud, pour produire la masse de cacao (aussi appelée pate de cacao). Celle-ci sert ensuite à élaborer divers produits alimentaires intermédiaire (poudre et beurre de cacao) eux-mêmes utilisés pour des produits alimentaires finis : cacao en poudre, chocolat, confiseries chocolatées etc.,,,,:

## Analyse nutritive
La fermentation des fèves humides (et l'augmentation de la durée d'entreposage des cabosses) entraînent une diminution significative (P < 0,05) de la teneur en cendres (4 à 3 %), en protéines (22 à 18 %) et en matières grasses (55 à 50 %) des fèves, ainsi que de la caféine, et de la théobromine, tandis que la teneur en glucides est passée de 15 % à 25 % dans les deux traitements,. Une fois passée dans une presse hydraulique pour enlever une bonne partie des matières grasses, il reste des galettes qui seront broyées pour donner la poudre de cacao.
Selon la base Ciqual de l'anses (et la table DTU pour les acides aminés) la poudre de cacao, non sucrée, a la composition ci-contre:
La poudre de cacao est riche en protéines (entre 19 et 25 %, en moyenne 22,4 % comme le rumsteck) et contient environ 21 % de lipides et 12 % de glucides.
Les lipides, sont constitués essentiellement d'acides gras saturés (AGS) et d'acides gras monoinsaturés (AGMI) ; les acides gras polyinsaturés (AGPI) sont en quantités négligeables.
| AGS                       | AGMI        | AGPI            |
| ------------------------- | ----------- | --------------- |
| stéarique: 7 palmitique:5 | oléique:6,5 | linoléique:0,58 |

Les acides gras saturés à chaîne longue comme l'acide palmitique (C16:0) sont associés à une augmentation du LDL et de l'athérogenèse, contrairement à l'acide stéarique (C18:0) qui est assez abondant puisqu'il représente 57 % des AGS. L'acide stéarique a un statut unique parmi les AGS: non athérogénique et exerçant une réponse cholestérolémique neutre chez l'homme.
La teneur en protéines de la poudre de cacao est en moyenne assez élevée (22,4 g/100g). La composition des protéines a changé durant les traitements post-récoltes qui ont fait passer de la fève fraîche à la poudre de cacao: la fermentation, le séchage puis la torréfaction provoquent des dislocations et des interactions des protéines avec les composés phénoliques. La teneur en protéines brutes augmente lors de la fermentation. La leucine et la phénylalanine sont les acides aminés dominants après la fermentation. Les meilleurs arômes de cacao sont obtenus lorsque beaucoup d'acides aminés libres sont libérés. À la fin de la fermentation, les acides aminés hydrophobes ont augmenté ; à savoir l'alanine, la leucine, l'isoleucine, la phénylalanine, la valine, la tyrosine et la méthionine.
La poudre de cacao contient 12 g/100g de glucides assimilables. Les sucres réducteurs obtenus durant la fermentation, sont les principaux composés du développement des arômes.
Les polysaccharides des parois cellulaires de la fève non fermentée ne sont pas influencés par la fermentation. Ils apportent de la cellulose, des pectines, des hémicelluloses, des gallactoglucomannanes. La majorité des fibres sont insolubles. La poudre de cacao est une excellente source de fibres (30 %).
La poudre de cacao est une bonne source de magnésium, de cuivre et manganèse (en termes de % de l'apport journalier recommandé).

## Composés phytochimiques

### Composés phénoliques
La fève de cacao non fermentée contient 7-18 % de polyphénols totaux. Durant la fermentation, l'activité enzymatique permet la polymérisation des polyphénols, ce qui diminue leur solubilité et donc l'amertume des grains.
Après fermentation, torréfaction, extraction d'une partie des matières grasses et broyage, d'après les données de la base Phenol-Explorer, on obtient la poudre de cacao qui contient les composés phénoliques suivants:
| Flavanols |
| (+)-catéchine:107,75 ; (-)-épicatéchine:158,30 ; cinnamtannin A2:33,17 Proanthocyanidine dimère B1:112,00 ; Proanthocyanidine dimère B2:71,57 Proanthocyanidine trimère C1:23,83 |
| Acides phénoliques |
| Acide benzoïque:0,06 ; Acide caffeoyl aspartique:37,00 ; acide protocatéchique:40,00 ; acide syringique:4,10                                                                     |
| Autres polyphénols |
| 3-méthylcatéchol:1,00e-02 ; 4-éthylcathécol:1,80e-03 ; 4-méthylcatéchol:9,80e-03                                                                                                 |
| vanilline:0,10 ; melleine:0,03 ; catéchol:0,12 ; pyrogallol:0,18 |

La poudre de cacao est une très bonne source de flavanols (ou flavan-3-ol). C'est même la meilleure source parmi les aliments trouvés sur le marché français. Les flavanols forment des complexes avec les protéines de la salive qui sont responsables de l'amertume du cacao pur.
Avec 158 mg/100g d'(-)-épicatéchine, la poudre de cacao est l'aliment qui en est le plus richement doté, un taux plus du double que celui du chocolat noir (70 mg/100g), suivi en troisième position par les pommes à cidre, pelées (28,67 mg/100g) ; l'infusion de thé vert (7,93 mg/100g, 22 fois moins) pourtant très réputée pour sa richesse en catéchines (flavanols) ne vient qu'en septième position dans le classement de Phenol-Explorer. Autre record, la (+)-catéchine de la poudre de cacao, avec une teneur de 107,75 mg/100g, devance le pur jus de prunes (24,70 mg/100g). La poudre de cacao bat aussi les records de teneur en proanthocyanidine dimère B1, avec 112 mg/100g, très au-dessus des pêches qui viennent après avec seulement 25,77 mg/100g. Les proanthocyanidols ou tanins condensés du vin rouge seraient pour le professeur Roger Corder, responsables de la santé vasculaire des buveurs réguliers (à dose modérée) de vin rouge. Pourtant leur teneur en procyanidine dimère B1 n'est que de 4 mg/100g (28 fois moins) selon la base Phenol-Explorer.
Les polyphénols totaux mesurés par la méthode de Folin donnent les valeurs décroissantes suivantes :
| Polyphénols totaux | Valeur moyenne | min   | max   |
| ------------------ | -------------- | ----- | ----- |
| Poudre de cacao    | 5 624,23       | 3 712 | 8 033 |
| Chocolat noir      | 1 859,88       | 1 173 | 4 437 |
| Chocolat au lait   | 854,34         | 325   | 2 439 |

La teneur en polyphénols totaux de la poudre de cacao est 3 fois supérieure à celle du chocolat noir et presque 7 fois supérieure à celle du chocolat au lait. C'est une teneur très élevée qui est seulement dépassée d'après la table Phenol-Explorer par les haricots rouges du Japon (azuki), entier, cru (8 970,00 mg/100g) ou alors des épices, comme les clous de girofle ou la cannelle de Ceylan; mais ceux-ci n'étant consommés qu'en petites quantités, ne peuvent apporter des polyphénols qu'en quantités limitées.

### Méthylxanthines
Les méthylxanthines du cacao sont représentées par la théobromine, la caféine et accessoirement par la théophylline, molécules proches formées d'une base xanthinique sur laquelle trois hydrogènes pour la caféine et deux hydrogènes (en des positions différentes pour la théobromine et la théophylline) ont été substitués par un groupement méthyl-.
Ces trois molécules peuvent être déterminées simultanément par une méthode de chromatographie en phase liquide à haute performance (HPLC) en phase inverse. Les mesures effectuées sur de la pâte de cacao brute et torréfiée, ainsi que de la poudre de cacao obtenue par pressage à forte pression et à chaud, de ces pâtes ont donné les résultats suivants:
|                                             | Théobromine | Caféine | Théophylline |
| ------------------------------------------- | ----------- | ------- | ------------ |
| Pâte de cacao crue                          | 3 300       | 560     | 20           |
| Pâte de cacao torréfiée                     | 3 600       | 330     | -            |
| Poudre de cacao crue                        | 4 200       | 600     | 20           |
| Poudre de cacao (à partir des fèves torré.) | 5 950       | 800     | 200          |

On observe une augmentation des teneurs dans les trois molécules de méthylxanthines par passage de la fève crue à la poudre de cacao (crue ou torréfiée). Même si la torréfaction fait baisser la teneur de la caféine et de la théophylline, le pressage de la pâte en éliminant une partie des matières grasses permet de concentrer les trois méthylxanthines, notamment de la théobromine qui atteint le taux de 6 %.
Si on compare une tasse de cacao fait à partir de 7 g de poudre de cacao à un expresso
|                                | Théobromine | Caféine           | Théophylline |
| ------------------------------ | ----------- | ----------------- | ------------ |
| Tasse de cacao (7 g de poudre) | 416         | 56                | 14           |
| Café expresso                  | -           | 140 (de 50 à 532) | -            |

on constate que la tasse de cacao apporte beaucoup de théobromine et peu de caféine, sachant que l'apport de caféine de l'expresso est extrêmement variable (une analyse HPLC faite à Glasgow, de 20 cafés expresso du commerce, a révélé des différences de 6 fois dans les taux de caféine).

### Activités antioxydantes
Miller et al. ont montré que les teneurs en catéchine + épicatéchine allaient en décroissant pour
poudre de cacao > chocolat à cuire > chocolat noir > chocolat au lait
et que cette hiérarchie reproduisait celle des activités antioxydantes.
Les mesures de l'activité antioxydante ORAC et VCEA, des polyphénols totaux (en acide gallique équivalent) et des monomères de flavanol ont donné:
| Aliment        | Lipide % | Polyph tot a. gall. équiv. | Epicatéchine mg/g | Catéchine mg/g | ORAC μmol TE | VCEAC vit C équiv |
| -------------- | -------- | -------------------------- | ----------------- | -------------- | ------------ | ----------------- |
| Poudre cacao 1 | 12,4     | 60,2                       | 2,827             | 0,896          | 875          | 42,3              |
| Poudre cacao 2 | 21,7     | 45,3                       | 1,263             | 0,347          | 720          | 37,4              |
| Choco. à cuire | 53,1     | 27,2                       | 1,148             | 0,727          | 481          | 27,8              |
| Choco. noir    | 33,4     | 11,7                       | 0,326             | 0,151          | 196          | 13,7              |

Les auteurs ont analysé au moins 3 échantillons d'origine différente de chaque aliment, et même en tenant compte des intervalles de variation, la hiérarchie des aliments selon leur teneur en polyphénol total (TPT) ou leur teneur en épicatéchine est reproduite selon l'activité antioxydante ORAC et VCEAC. Toutefois, on observe de plus grandes variations des teneurs de catéchine dans chaque catégorie que d'épicatéchine.
Une méthode normalisée pour la détermination des propriétés antioxydantes des aliments et boissons n'a pas encore été établie ; il est donc recommandé d'utiliser plus d'une méthode pour évaluer la capacité antioxydante. Batista et al. (2016) ont procédé à des mesures des teneurs en polyphénols totaux (TPT) et des capacités antioxydantes totales (CAT) de 6 variétés différentes de cacao en suivant l'évolution des fèves crues avant et après fermentation jusqu'au chocolat final à 70 % de cacao et 30 % de sucre glace. Ils ont trouvé des augmentations des TPT et des CAT (par DPPH et ABTS) fortement corrélées:
|                             | Fève crue | Fève fermentée | Chocolat |
| --------------------------- | --------- | -------------- | -------- |
| Polyphénols totaux mg GAE/g | 8,17      | 19,66          | 65,24    |
| DPPH mM TE/g                | 0,35      | 0,79           | 2,20     |
| ABTS mM TE/g                | 1,72      | 3,87           | 10,62    |

Les activités antioxydantes du café, du cacao et du thé, évaluées par le modèle de l'oxydation in vitro des lipoprotéines de basse densité LDL, quoique très variables, vont en décroissant, dans l'ordre café soluble > cacao > thé vert > thé noir
| Café soluble | Cacao   | Thé vert | Thé noir |
| ------------ | ------- | -------- | -------- |
| 292-948      | 217-444 | 186-338  | 67-277   |

Les boissons ont été préparées avec un taux de café soluble de 0,7-2,5 %, un taux de poudre de cacao de 1,5-3,5 % et les thés avec un sachet de thé infusé pendant cinq minutes dans 220 mL d'eau chaude.

## Développement des arômes
L'arôme du cacao Criollo est défini par des composés volatils tels que les pyrazines et les aldéhydes qui se forment pendant la torréfaction des fèves de cacao, à partir de précurseurs d'arômes, générés à l'intérieur des fèves par le biais de réactions enzymatiques pendant la fermentation.

Tétraméthylpyrazine

3-Methylbutanal

L'arôme de cacao est attribué au 2,3,5,6-tétraméthylpyrazine (TMP) et au 2,3,5-triméthylpyrazine (TrMP) qui en forment les notes de base. Outre, les pyrazines, des aldéhydes contribuent à l'arôme du cacao et du chocolat
En 1997, Émile Cros et Nathalie Jeanjean ont montré qu'il existait au moins trois couches d'arôme 1) l'arôme de constitution 2) l'arôme fermentaire 3) l'arôme thermique.
La première couche se trouve dans certaines variétés, comme la cacao nacional d'Équateur avec les notes florales de sa pulpe crue. La deuxième couche apparaît pendant la fermentation de la pulpe sous l'action de micro-organismes (levures, bactéries acétiques et lactiques). Ces composés fermentaires pénètrent dans la fève et lui apportent des arômes particuliers. La troisième couche apparaît lors de la torréfaction.
Des peptides et acides aminés libres hydrophobes (tels que la leucine, l'alanine, la phénylalanine et la tyrosine), sont des précurseurs d'arômes formés pendant la fermentation. Lors de la torréfaction, ces acides aminés interagissent avec des sucres, par des « réactions de Maillard », pour former des molécules aromatiques. Les sucres se déshydratent et se caramélisent. Ils se combinent aux acides aminés et donnent les quelque 500 composés volatils de l'arôme de chocolat.
Les fèves de cacao Criollo contiennent des niveaux élevés de précurseurs qui peuvent produire des niveaux élevés de pyrazines, cependant, pour Giacommetti et al., les pyrazines ne sont pas responsables de l'arôme fin du cacao Criollo. Les composés 3-méthylbutanal et phénylacétaldéhyde (notes de miel, verte, florale) correspondent aux aldéhydes dits de dégradation de Strecker, qui sont les produits dérivés de la valine, leucine, isoleucine et phénylalanine. Les composés 3-méthylbutanal, 2-méthylbutanal et 2-méthylpropanal fournissent un arôme fruité et contribuent au goût sucré caractéristique du cacao Criollo.

## Actions pharmacologiques

### Flavanols et fonction endothéliale
En 2012, une étude critique et une méta-analyse d'essais randomisés contrôlés portant sur les effets de la consommation de chocolat, de poudre de cacao et des flavanols sur les facteurs de risques des maladies cardiovasculaires (Hooper et al, 2012) a concerné 1 297 participants. Les auteurs ont constaté les effets bénéfiques (aigus ou chroniques) sur la dilatation induite par le flux (FMD) d'une artère. Mais les auteurs concluent aussi que des essais de plus grande envergure, de plus longue durée et financés indépendamment sont nécessaires pour confirmer les bienfaits cardiovasculaires potentiels des flavan-3-ols du cacao.
Une méta-analyse portant sur 15 essais randomisés, publiée en octobre 2019, asserte à nouveau que les flavanols du cacao pourraient améliorer significativement la fonction endothéliale (Sun et al, 2019). Une analyse du sous-groupe avec des niveaux différents de flavanols totaux, le (-)-épicatéchine et (+)-catéchine dans les traitements d'intervention a montré une dilatation induite par le flux (FMD) plus élevée avec les traitements apportant de 50 à 150 mg d'(-)-épicatéchine. La modélisation de la dose de flavanols (-)-épicatéchine et de (+)-catéchine dans les traitements expérimentaux a montré une forme en U inversé avec un effet maximal observé à 710 mg de flavanols totaux, 95 mg (-) - épicatéchine et 25 mg (+) - catéchine. Cette méta-analyse de 2019 confirme donc celle de 2012, selon laquelle la consommation d'aliments riches en flavanols pourrait améliorer la fonction endothéliale.
Une étude in vitro, a montré que les cellules endothéliales traitées à l'(-)-épicatéchine émettaient de l'oxyde nitrique NO alors que les cellules non traitées ne présentaient qu'une faible émission.

### Flavanols et sensibilité à l'insuline et profil lipidique
Une revue systématique et une méta-analyse des essais randomisés contrôlés impliquant 1 131 participants prenant de 166 à 2 110 mg/jour de flavanols de cacao durant de 2 à 52 semaines, a montré que les flavanols du cacao amélioraient significativement la sensibilité à l'insuline et le profil lipidique (Lin et al., 2016). Dans des études observationnelles antérieures, l’apport alimentaire en cacao riche en flavanols, tel que le chocolat noir, a été associé à une réduction du risque de maladies cardiométaboliques, notamment les maladies cardiovasculaires, l’hypertension, le syndrome métabolique et le diabète. La méta-analyse de Lin et al. a montré que la consommation de flavanol de cacao a significativement réduit les triglycérides et la concentration d'insuline à jeun et augmenté la concentration de HDL par rapport au placebo. La prise de flavanol de cacao a donc amélioré de manière significative les biomarqueurs du métabolisme des lipides et de la résistance à l'insuline, notamment par la réduction de la dyslipidémie, la résistance à l'insuline et l'inflammation systémique. Cependant l'ampleur des variations pour la plupart des biomarqueurs reste faible à modérée. En outre ces essais randomisés portaient sur de petits échantillons et durant des périodes d'intervention variables. Par conséquent, ces résultats doivent être confirmés par des investigations ultérieures. Remarquons aussi cette méta-analyse a été critiquée par David J. Beale qui reproche aux auteurs d'avoir inclus des essais qui auraient dû être exclus de l'analyse en raison d'une co-supplémentation avec des isoflavones et du myo-inositol et de l'absence de vérification du jeun des participants. Ces études auraient fortement amplifié les effets positifs du flavanol sur les triglycérides et le HDL.